# Steve Chainel
Steve Chainel (* 6. September 1983 in Remiremont) ist ein ehemaliger französischer Radrennfahrer.

## Sportlicher Werdegang
Chainel wurde im Jahr 2000 französischer Crossmeister der Junioren. 2003 nahm er an der U23-Crosseuropameisterschaft teil und gewann die Bronzemedaille. In der Folge gewann er mehrere internationale Crossrennen im Elitebereich. Im Weltcup erreichte er in der Saison 2010/2011 als Vierter in Pontchâteau das beste Ergebnis seiner Karriere.
Parallel zum Cyclocross wandte sich Chainel ab der Saison 2007 auch dem Straßenradsport zu. Mit dem Team Auber 93 gewann er die Gesamtwertung und eine Etappe des Circuit de Lorraine 2008. Zur Saison 2009 wechselte er zum Team Bouygues Telecom und gewann 2010 eine Etappe der Driedaagse van De Panne-Koksijde. In den folgenden Jahren wechselte er alle zwei Jahre das Team, blieb aber ohne weitere zählbare Erfolge. Er bestritt den Giro d’Italia 2009 und die Vuelta a España 2013, beendete diese Grand Tours jedoch nicht.
Nach der Saison 2015 beendete Chainel seine Aktivität auf der Straße und konzentrierte sich ausschließlich auf den Cyclocross. International konnte er noch mehrere kleinere Rennen gewinnen, im Weltcup und bei internationalen Meisterschaften blieb er ohne Spitzenresultate. Auf nationaler Ebene wurde er 2018 französischer Meister im Cyclocross.
Nach der Saison 2022/2023 beendete Chainel auch seine Karriere als Radrennfahrer im Cyclocross.

## Erfolge

### Cyclocross
1999/2000
- Französischer Meister (Junioren)

2003/204
- Europameisterschaften (U23)

2006/2007
- Cyclo-Cross International de Marle, Marle

2007/2008
- Grand Prix Hotel Threeland, Pétange

2008/2009
- Grand Prix de la Commune de Niederanven, Niederanven
- Grand Prix Hotel Threeland, Pétange

2009/2010
- Grand Prix Wetzikon, Wetzikon
- Grand Prix Hotel Threeland, Pétange

2010/2011
- Grand Prix de la Commune de Contern, Contern
- Challenge la France Cycliste de Cyclo-Cross 1, Saverne

2017/2018
- Coupe de France Besançon
- Französischer Meister

2018/2019
- Utsunomiya Cyclo Cross

2019/2020
- Coupe de France Andrezieux-Boutheon

2020/2021
- Stockholm Cyclocross

### Straße
2008
- Gesamtwertung und eine Etappe Circuit de Lorraine

2010
- eine Etappe Driedaagse van De Panne-Koksijde